# Australia en los Juegos Olímpicos de Cortina d'Ampezzo 1956
Australia estuvo representada en los Juegos Olímpicos de Cortina d'Ampezzo 1956 por ocho deportistas, siete hombres y una mujer, que compitieron en tres deportes.
El equipo olímpico australiano no obtuvo ninguna medalla en estos Juegos.

## Esquí alpino
Hombres
| Atleta        | Evento          | Ejecutar 1 | Ejecutar 1 | Ejecutar 2 | Ejecutar 2 | Final/Total | Final/Total | Final/Total |
| Atleta        | Evento          | Tiempo     | Rango      | Tiempo     | Rango      | Tiempo      | diferencia  | Rango       |
| ------------- | --------------- | ---------- | ---------- | ---------- | ---------- | ----------- | ----------- | ----------- |
| Bill Day      | Descenso        | —          | —          | —          | —          | 4:02.0      | +1:09.8     | 35          |
| Bill Day      | Eslalon gigante | —          | —          | —          | —          | 3:56.9      | +56.8       | 61          |
| Bill Day      | Slalom          | No terminó | No terminó | No terminó | No terminó | No terminó  | No terminó  | No terminó  |
| Tony Aslangul | Eslalon gigante | —          | —          | —          | —          | 4:09.0      | +1:08.9     | 69          |
| Tony Aslangul | Slalom          | No terminó | No terminó | No terminó | No terminó | No terminó  | No terminó  | No terminó  |
| Frank Prihoda | Eslalon gigante | —          | —          | —          | —          | 4:31.2      | +1:39.0     | 80          |
| Frank Prihoda | Slalom          | 2:54.3     | 60         | 2:43.2     | 51         | 5:37.5      | +2:22.8     | 54          |
| James Walker  | Eslalon gigante | —          | —          | —          | —          | 5:21.0      | +2:20.9     | 84          |

Mujer
| Atleta         | Evento          | Carrera 1 | Carrera 1 | Carrera 2 | Carrera 2 | Total  | Total |
| Atleta         | Evento          | Tiempo    | Rango     | Tiempo    | Rango     | Tiempo | Rango |
| -------------- | --------------- | --------- | --------- | --------- | --------- | ------ | ----- |
| Christine Davy | Descenso        |           |           |           |           | 2:01.6 | 39    |
| Christine Davy | Eslalon gigante |           |           |           |           | 2:17.3 | 37    |
| Christine Davy | Slalom          | 1:26.1    | 32        | 1:21.5    | 29        | 2:47.6 | 33    |